# Комісія бібліографії історії України
Комісія бібліографії історії України — науково-дослідна установа, створена М. Грушевським у 1929⁣—1930 рр. у складі Історичної секції ВУАН для повного укладення бібліографії україніки.
У комісії працювали:
- К. Копержинський;
- В. Костащук;
- К. Харлампович.

Президією ВУАН комісія як така затверджена не була, тому роботу припинила 1931 року через брак коштів.[джерело?]